# 黑龙镇 (唐河县)
黑龙镇，是中华人民共和国河南省南阳市唐河县下辖的一个乡镇级行政单位。

## 行政区划
黑龙镇下辖以下地区：
黑龙镇村、王楼村、三官庙村、栗树程村、郑营村、谢庄村、湖东村、湖西村、张庄村、郝庄村、李店村、尚庄村、广佛寺村、许庄村、小李营村、尹田村、石灰窑村、赵庄村、赵郎庄村、杨庄村、水泉村、朱庄村、贾湾新村和袁坪村。